# Lugojel

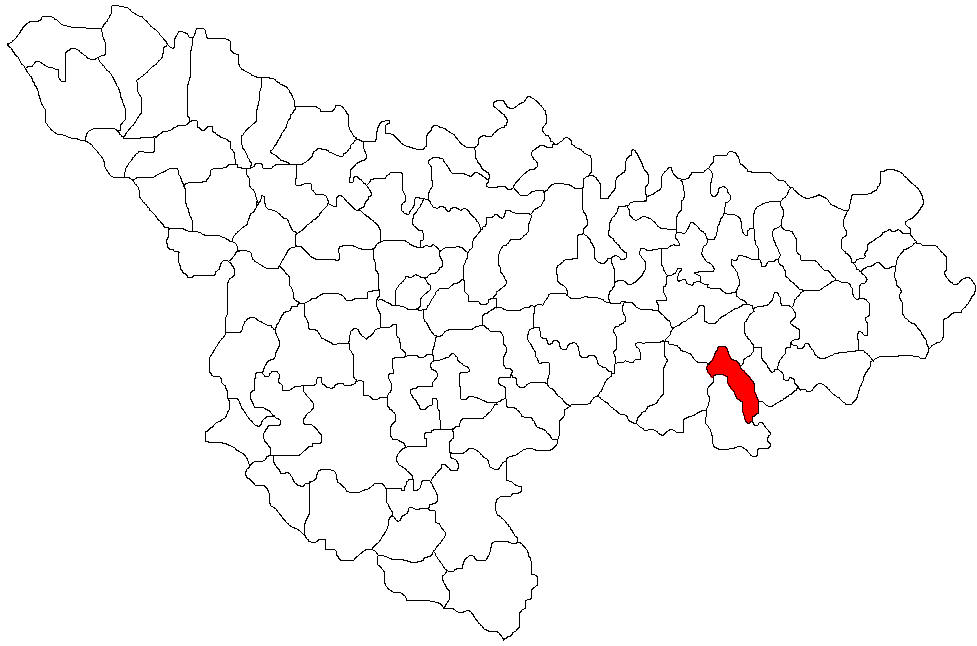
Lage der Gemeinde Gavojdia im Kreis Timiș

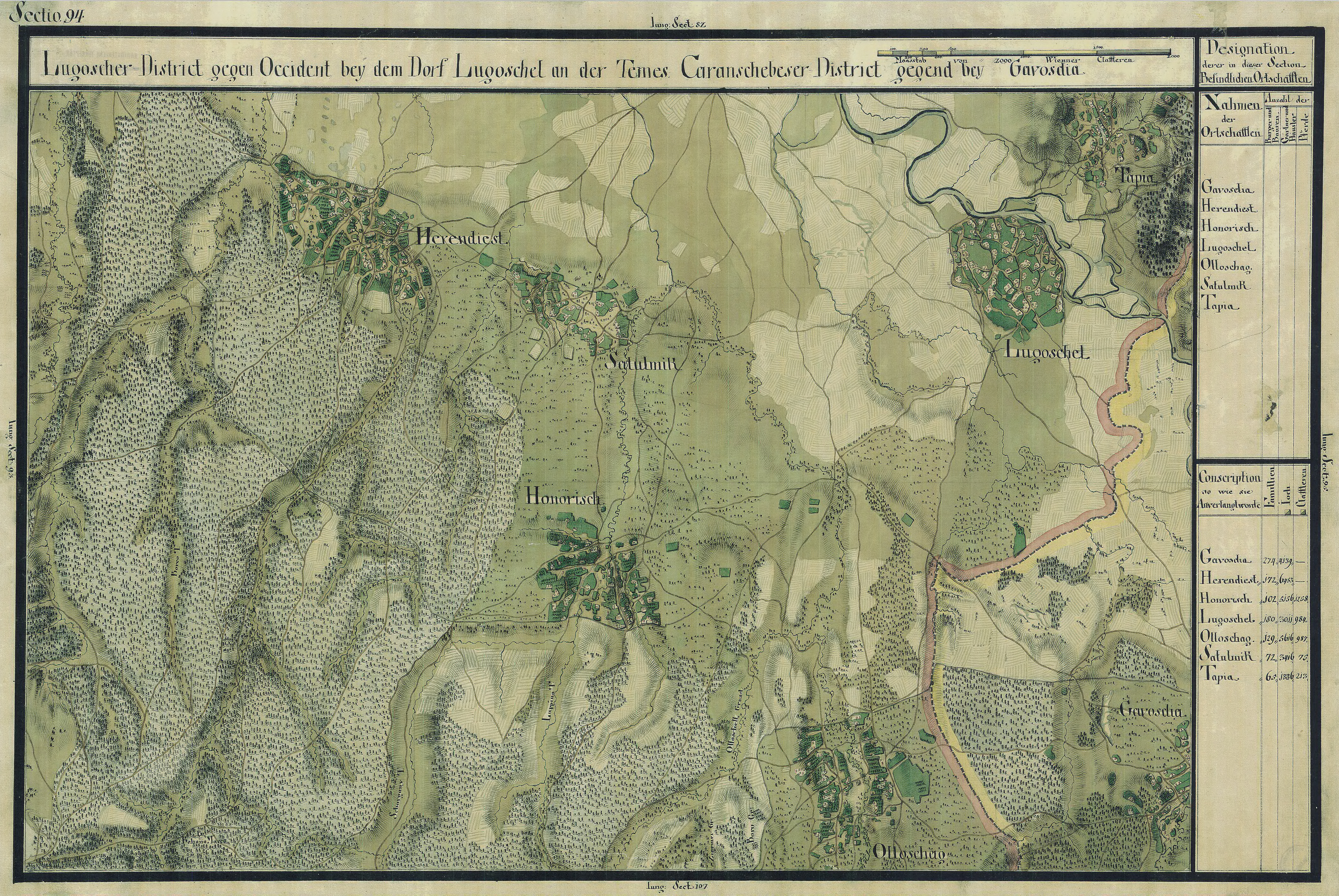
Lugoschel auf der Josephinischen Landaufnahme

Lugojel (deutsch Lugoschel, ungarisch Lugoshely) ist ein Dorf im Kreis Timiș, Banat, Rumänien, das zur Gemeinde Gavojdia gehört.

## Geografische Lage
Lugojel liegt etwa 5 Kilometer südöstlich von Lugoj, am linken Temeschufer, an der Nationalstraße DN6.

## Nachbarorte
| Lugoj                  | Tapia                                       | Pogănești |
| Lugoj                  | Kompassrose, die auf Nachbargemeinden zeigt | Măguri    |
| Victor Vlad Delamarina | Oloșag                                      | Gavojdia  |

## Geschichte
Eine erste urkundliche Erwähnung stammt aus dem Jahr 1600, als die Ortschaft zum Distrikt Lugoj, Kreis Severin gehörte. 1701 war Peter Macskásy Gutsherr von Lugojel, musste es aber nach dem Frieden von Karlowitz an die Türken abtreten. Auf der Josephinischen Landaufnahme von 1717, ist der Ort mit 62 Häuser eingetragen und gehörte zum Distrikt Caransebeș. 
Von 1718 bis 1778 war die Ortschaft Teil der Habsburger Krondomäne Temescher Banat. Die amtliche Ortsbezeichnung war Lugoschel.
Nach dem Österreichisch-Ungarischen Ausgleich (1867) wurde das Banat dem Königreich Ungarn innerhalb der Doppelmonarchie Österreich-Ungarn angegliedert. Während der ungarischen Zeit war Lugoshely die amtliche Ortsbezeichnung.
Der Vertrag von Trianon am 4. Juni 1920 hatte die Dreiteilung des Banats zur Folge, wodurch die Ortschaft an das Königreich Rumänien fiel. Seitdem ist Lugojel die amtliche Ortsbezeichnung.

## Demografie
| 1880 | 1201 | 1122 | 15 | 60 | 4 |
| 1910 | 1416 | 1295 | 75 | 39 | 7 |
| 1930 | 1218 | 1200 | 12 | 2  | 4 |
| 1977 | 997  | 997  | -  | -  | - |
| 2002 | 744  | 731  | 9  | 2  | 2 |